# Olga Jensch-Jordan

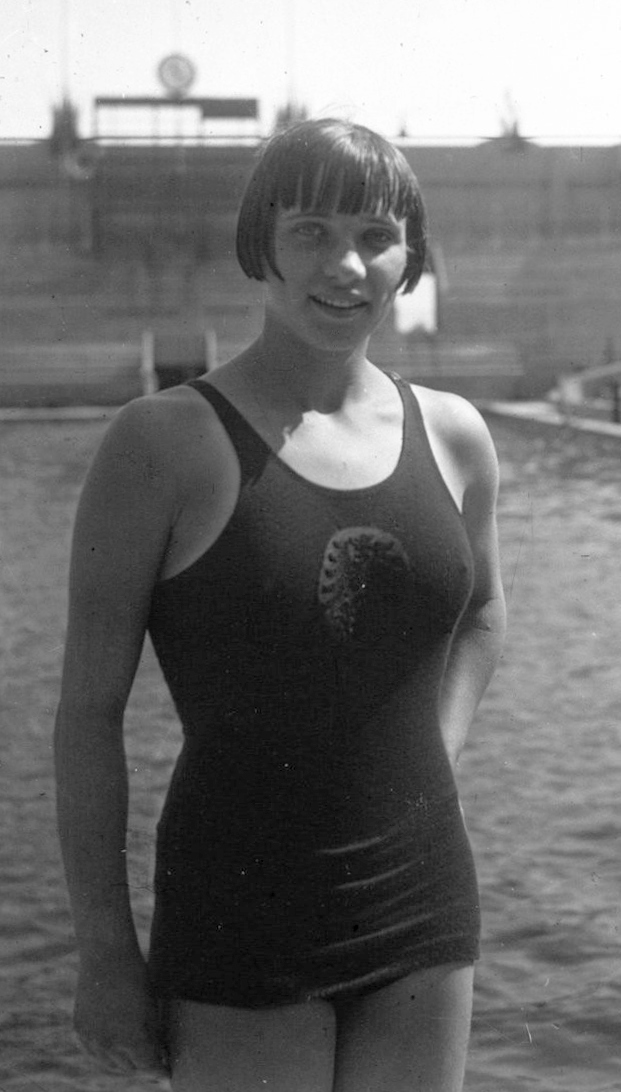
Olga Jensch-Jordan, Schwimmeuropameisterschaften 1931

Olga Jensch-Jordan (geborene Jordan; * 13. März 1913 in Nürnberg; † 13. Februar 2000 in Berlin) war eine deutsche Kunstspringerin und Trainerin.
Sie galt in den 1930er-Jahren als eine der elegantesten Vertreterin ihrer Sportart in Europa. 1931 und 1934 wurde sie Europameisterin im Kunstspringen vom 3-m-Brett. 1932 nahm sie an den Olympischen Sommerspielen in Los Angeles teil und wurde Vierte im Kunstspringen. Bei den Olympischen Sommerspielen 1936 in Berlin wurde sie in derselben Disziplin fünfte.
Bei den Olympischen Sommerspielen 1932 in Los Angeles lernte sie Arthur Jensch, den Sekretär des deutschen Olympischen Ausschusses und Vize-Chief de Mission, kennen. Die beiden heirateten kurz nach den Spielen. Aus der Ehe gingen drei Töchter hervor. Ihre jüngste Tochter Heidi wurde 1957 DDR-Meisterin im Kunstspringen. Arthur Jensch wurde im Januar 1945 in das Volkssturmbataillon 3/107 eingezogen und fiel kurze Zeit später.
Da Arthur Jensch SS-Obersturmbannführer aus dem Führungsstab der Reichsportführung gewesen war, hatte Olga Jensch-Jordan nach Kriegsende kaum eine Möglichkeit, ihre sportliche Laufbahn fortzusetzen. Sie wurde stattdessen in der DDR als Trainerin aktiv. Letzte größere Erfolge als Sportlerin erzielte sie 1948 und 1949, als sie DDR-Meisterin im Kunstspringen wurde. 1948 war sie Mitbegründerin des Deutschen Sportausschusses und 1951 Mitbegründerin des NOK der DDR, dem sie bis 1961 angehörte. Ihre Schützlinge nahmen an insgesamt 21 Landesmeisterschaften teil. Ihr Schwiegersohn Hans-Dieter Pophal, der Ehemann ihrer jüngsten Tochter Heidi, den sie ebenfalls trainierte, erreichte 1964 einen vierten Platz bei den Olympischen Sommerspielen in Tokio. Zuletzt war Jensch-Jordan Trainerin beim Berliner TSC, zu dessen Gründungsmitgliedern sie zählte und wo sie unter anderem Marina Janicke trainierte.